# Leucotome

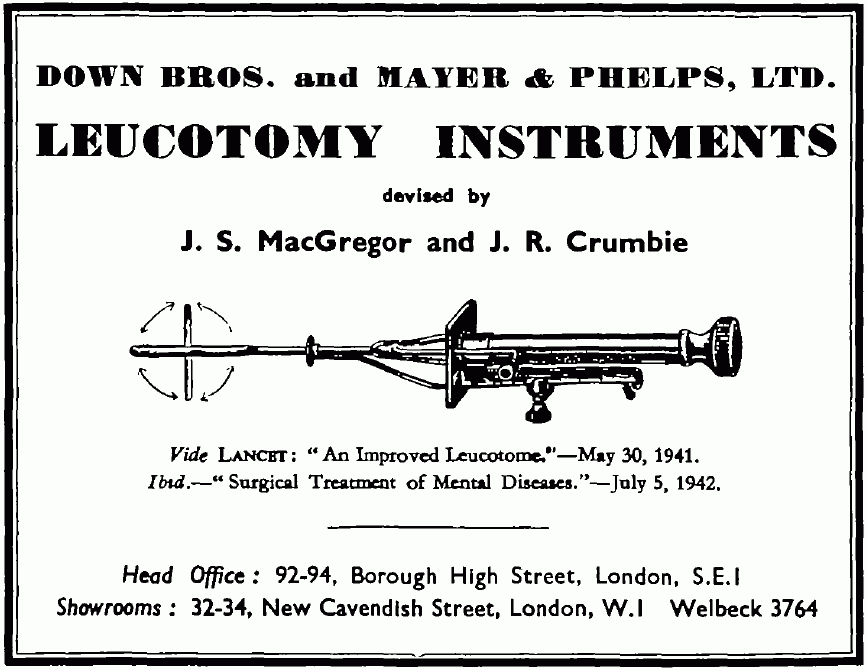
Publicité des années 1940.

Le leucotome est un instrument chirurgical historique utilisé, principalement dans les années 1940 et 1950, pour la pratique de la lobotomie, acte médical déjà controversé à l'époque, qui consistait à sectionner tout ou partie des connexions du lobe frontal avec le reste du cerveau. La lobotomie est aussi appelée leucotomie quand cet instrument est employé.
Le leucotome est inventé vers 1940 par le canadien Kenneth McKenzie, le premier praticien du pays à se spécialiser exclusivement dans la neurochirurgie. Il s'agit d'un trocart particulier, qui est inséré via un trou pratiqué dans le crâne au niveau de la tempe. Une fois la tête de l'instrument positionnée à l'endroit voulu, une lame est déployée (commandée par des câbles), puis le praticien fait tourner le leucotome sur 360 degrés, pour sectionner le tissu cérébral.
Cet instrument a été employé par de nombreux praticiens, dont le plus éminent est Egas Moniz, prix Nobel de Médecine. La méthode de lobotomie trans-orbitale, promue par Walter Jackson Freeman, utilisait un autre instrument, plus rudimentaire, l'orbitoclaste.